# Élections cantonales vaudoises de 2007
Les élections cantonales vaudoises ont lieu les 11 mars et 1er avril 2007 afin de renouveler les 150 membres du Grand Conseil et les 7 membres du Conseil d'État du canton de Vaud.

## Système électoral
Le Grand Conseil est le parlement unicaméral du canton de Vaud. Le gouvernement, appelé Conseil d’État, est composé de sept membres. Tous deux sont renouvelés intégralement tous les cinq ans au suffrage universel direct. En raison de l'entrée en vigueur de la nouvelle Constitution vaudoise en 2003, le mode d'élection du parlement et du gouvernement subit de nombreux changements à partir des élections de 2007.

### Grand Conseil
Le Grand Conseil est composé de 150 sièges pourvus pour cinq ans au système proportionnel dans des circonscriptions correspondant aux 10 districts du canton, certains districts étant divisés en sous-arrondissements. Le scrutin est à listes ouvertes avec vote préférentiel et panachage, soumis à un seuil électoral de 5 % des suffrages exprimés.

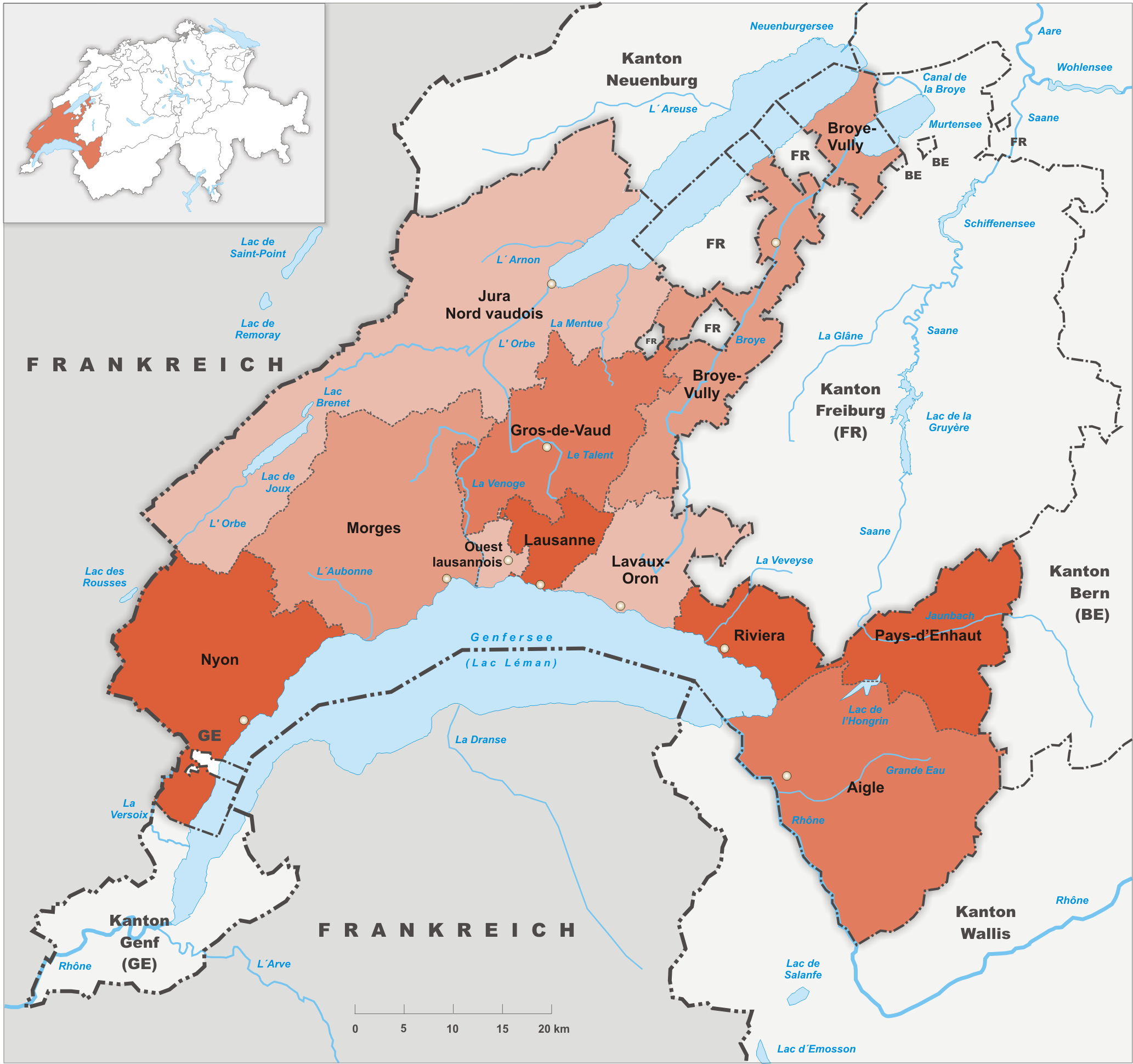
Le canton de Vaud et ses districts.

Les sièges sont répartis par rapport à la population des différents districts :
| Arrondissement          | Sous-arrondissement | Sièges |
| ----------------------- | ------------------- | ------ |
| Aigle                   | Aigle               | 8      |
| Broye-Vully             | Broye-Vully         | 8      |
| Gros-de-Vaud            | Gros-de-Vaud        | 8      |
| Jura-Nord vaudois       | Yverdon             | 15     |
| Jura-Nord vaudois       | La Vallée           | 2      |
| Lausanne                | Lausanne-Ville      | 27     |
| Lausanne                | Romanel             | 5      |
| Lavaux-Oron             | Lavaux-Oron         | 12     |
| Morges                  | Morges              | 16     |
| Nyon                    | Nyon                | 18     |
| Ouest lausannois        | Ouest lausannois    | 14     |
| Riviera - Pays-d'Enhaut | Vevey               | 15     |
| Riviera - Pays-d'Enhaut | Pays-d'Enhaut       | 2      |
| Total                   | Total               | 150    |

### Conseil d'État
Les sept sièges du Conseil d'État sont pourvus pour cinq ans au scrutin plurinominal majoritaire à deux tours dans une circonscription électorale unique cantonale. Les électeurs votent pour autant de candidats qu'il y a des sièges à pourvoir, à raison d'une voix pour un candidat. Les candidats ayant obtenu la majorité absolue du nombre de bulletins valables sont déclarés élus. S'il reste des sièges à pourvoir, un second tour est organisé entre les candidats restants, et ceux arrivés en tête sont déclarés élus à raison du nombre de sièges restants à pourvoir.
Les listes sont ouvertes, ce qui signifie que les électeurs ont la possibilité de les modifier en rayant ou ajoutant des noms, d'effectuer un panachage à partir de candidats de listes différentes ou même de composer eux-mêmes leurs listes sur un bulletin vierge.

## Résultats

### Au Conseil d'État
| Candidats              | Candidats              | Partis                 | Premier tour | Premier tour | Second tour | Second tour |
| Candidats              | Candidats              | Partis                 | Voix         | %            | Voix        | %           |
| ---------------------- | ---------------------- | ---------------------- | ------------ | ------------ | ----------- | ----------- |
|                        | Pascal Broulis         | PRD                    | 92 200       | 58,42        | Élu         | Élu         |
|                        | Pierre-Yves Maillard   | PSV                    | 85 936       | 54,45        | Élu         | Élu         |
|                        | Jean-Claude Mermoud    | UDC                    | 79 051       | 50,08        | Élu         | Élu         |
|                        | Anne-Catherine Lyon    | PSV                    | 77 521       | 49,11        | 82 392      | 57,55       |
|                        | Philippe Leuba         | LIB                    | 71 844       | 45,52        | 74 423      | 51,99       |
|                        | Jacqueline de Quattro  | PRD                    | 71 509       | 45,31        | 75 125      | 52,48       |
|                        | François Marthaler     | PES                    | 53 751       | 34,05        | 80 606      | 56,31       |
|                        | Josef Zisyadis         | AGT                    | 51 597       | 32,69        | 59 342      | 41,45       |
|                        | Philippe Martinet      | PES                    | 35 624       | 22,57        | Retrait     | Retrait     |
|                        | Mario-Charles Pertusio | PDC                    | 10 584       | 6,71         | Retrait     | Retrait     |
|                        | Maximilien Bernhard    | UDF                    | 6 584        | 4,17         | Retrait     | Retrait     |
|                        | Robert Gurtner         | AS                     | 3 378        | 2,14         | Retrait     | Retrait     |
|                        |                        |                        |              |              |             |             |
| Votes valides          | Votes valides          | Votes valides          | 156 149      | 97,76        | 142 253     | 98,63       |
| Votes blancs           | Votes blancs           | Votes blancs           | 1 687        | 1,06         | 904         | 0,63        |
| Votes nuls             | Votes nuls             | Votes nuls             | 1 879        | 1,18         | 1 071       | 0,74        |
| Total                  | Total                  | Total                  | 159 715      | 100          | 144 228     | 100         |
| Abstention             | Abstention             | Abstention             | 215 315      | 57,41        | 230 973     | 61,55       |
| Inscrits/Participation | Inscrits/Participation | Inscrits/Participation | 375 030      | 42,59        | 375 201     | 38,45       |

### Au Grand Conseil
|                        |                                     |                    |         |       |      |        |     |  |  |  |  |  |  |  |
| Parti                  | Parti                               | Sigle              | Voix    | %     | +/-  | Sièges | +/- |  |  |  |  |  |  |  |
|                        | Parti socialiste                    | PSV                | 30 382  | 20,23 | 1,85 | 39     | 7   |  |  |  |  |  |  |  |
|                        | Parti radical-démocratique          | PRD                | 24 409  | 16,26 | 4,59 | 29     | 15  |  |  |  |  |  |  |  |
|                        | Union démocratique du centre        | UDC                | 20 251  | 13,49 | 2,29 | 26     | 4   |  |  |  |  |  |  |  |
|                        | Les Verts                           | PES                | 19 844  | 13,22 | 2,53 | 24     | 3   |  |  |  |  |  |  |  |
|                        | Parti libéral                       | LIB                | 17 344  | 11,55 | 2,41 | 22     | 9   |  |  |  |  |  |  |  |
|                        | À Gauche toute !                    | AGT                | 6 539   | 4,35  | 1,22 | 5      | 7   |  |  |  |  |  |  |  |
|                        | Parti démocrate-chrétien            | PDC                | 3 867   | 2,58  | 0,23 | 3      | 1   |  |  |  |  |  |  |  |
|                        | Union démocratique fédérale         | UDF                | 3 867   | 2,58  | 0,23 | 1      | 1   |  |  |  |  |  |  |  |
|                        | Parti évangélique                   | PEV                | 3 867   | 2,58  | 0,23 | 0      | Nv. |  |  |  |  |  |  |  |
|                        | Vaud libre                          | VL                 | 1 283   | 0,85  | Nv.  | 1      | Nv. |  |  |  |  |  |  |  |
|                        | Pour une Politique à Valeur ajustée | PVA                | 78      | 0,05  | Nv.  | 0      | Nv. |  |  |  |  |  |  |  |
|                        | Autres                              | Autres             | 26 153  | 17,42 | –    | 0      | –   |  |  |  |  |  |  |  |
|                        |                                     |                    |         |       |      |        |     |  |  |  |  |  |  |  |
| Suffrages exprimés     | Suffrages exprimés                  | Suffrages exprimés | 150 150 | 97,91 |      |        |     |  |  |  |  |  |  |  |
| Votes blancs           | Votes blancs                        | Votes blancs       | 1 858   | 1,21  |      |        |     |  |  |  |  |  |  |  |
| Votes nuls             | Votes nuls                          | Votes nuls         | 1 342   | 0,88  |      |        |     |  |  |  |  |  |  |  |
| Total                  | Total                               | Total              | 153 350 | 100   | –    | 150    | –   |  |  |  |  |  |  |  |
| Abstentions            |                                     |                    |         |       |      |        |     |  |  |  |  |  |  |  |
| Inscrits/Participation |                                     |                    |         |       |      |        |     |  |  |  |  |  |  |  |

## Représentation par district
| District              | Total | PS | PRD | UDC | PES | LIB | Divers gauche | Divers centre | Divers droite |
| --------------------- | ----- | -- | --- | --- | --- | --- | ------------- | ------------- | ------------- |
| Aigle                 | 8     | 1  | 2   | 2   | 1   | 1   | 1             |               |               |
| Broye-Vully           | 8     | 2  | 2   | 2   | 1   | 1   |               |               |               |
| Gros-de-Vaud          | 8     | 2  | 1   | 2   | 1   | 1   |               | 1             |               |
| Jura-Nord vaudois     | 17    | 5  | 4   | 3   | 2   | 2   |               | 1             |               |
| Lausanne              | 32    | 10 | 5   | 4   | 7   | 3   | 3             |               |               |
| Lavaux-Oron           | 12    | 3  | 2   | 2   | 2   | 3   |               |               |               |
| Morges                | 16    | 4  | 3   | 3   | 3   | 3   |               |               |               |
| Nyon                  | 18    | 3  | 4   | 4   | 3   | 3   |               | 1             |               |
| Ouest lausannois      | 14    | 4  | 2   | 2   | 2   | 2   | 1             | 1             |               |
| Riviera-Pays-d'Enhaut | 17    | 5  | 4   | 2   | 2   | 3   |               | 1             |               |
| Canton de Vaud        | 150   | 39 | 29  | 26  | 24  | 22  | 5             | 5             | 0             |

## Élection complémentaire lors de la législature 2007-2012

### Élection complémentaire de 2011
Le décès inattendu du conseiller d’État UDC Jean-Claude Mermoud en septembre 2011 rends nécessaire l'organisation d'une élection complémentaire quelques mois seulement avant les élections régulières de mars 2012.
La gauche (PS et Verts) espère avec cette élection pouvoir prendre la majorité au gouvernement. Guy Parmelin, décrit comme le candidat « idéal » de l'UDC, ne veut pas se présenter, bien qu'il y soit invité non seulement par son propre parti, mais aussi par le PRD et le PLS,. L'UDC présente donc le député Pierre-Yves Rapaz, qui est considéré comme appartenant à la ligne dure voir « blochérienne » du parti. Celui-ci est soutenu officiellement par le PRD et le PLS mais ce soutien est décrit comme assez « tiède ».
Les Verts présentent Béatrice Métraux, députée et présidente du groupe relativement peu connue. Les partis du centre comme le PBD ou PVL ne présentent pas de candidat. Le mouvement local « Vaud libre » présente Emmanuel Gétaz.
La gauche réussi mieux à mobiliser son électorat que la droite et Béatrice Métraux finit avec 5'200 voix d'avance sur le candidat UDC. Le candidat Vaud libre obtient 12'416 voix et plus de 10 % des suffrages. Le nombre important de bulletins blancs est interprété comme un signe de mécontentement de l'électorat face à un choix limité. Emmanuel Gétaz se retire du second tour et recommande à ses électeurs de ne pas voter pour le candidat UDC.
Au second tour Béatrice Métraux est élue avec 54 % des voix, elle semble avoir bénéficié le plus des voix de Gétaz (Vaud libre). Avec cette élection le gouvernement vaudois bascule vers une majorité de gauche et l'UDC perd son seul siège gouvernemental en Suisse romande.
| Candidats              | Candidats              | Partis                 | Premier tour | Premier tour | Second tour | Second tour |
| Candidats              | Candidats              | Partis                 | Voix         | %            | Voix        | %           |
| ---------------------- | ---------------------- | ---------------------- | ------------ | ------------ | ----------- | ----------- |
|                        | Béatrice Métraux       | PES                    | 54 833       | 44,56        | 64 807      | 54,04       |
|                        | Pierre-Yves Rapaz      | UDC                    | 49 634       | 40,33        | 51 755      | 43,15       |
|                        | Emmanuel Gétaz         | Vaud Libre             | 12 416       | 10,09        |             |             |
|                        | Robert Gurtner         | AeS                    | 1 171        | 0,95         |             |             |
|                        | Divers                 | Divers                 | 758          | 0,62         | 427         | 0,36        |
|                        |                        |                        |              |              |             |             |
| Votes valides          | Votes valides          | Votes valides          | 123 057      | 99,37        | 119 930     | 99,56       |
| Votes blancs           | Votes blancs           | Votes blancs           | 4 245        | 3,43         | 2 941       | 2,44        |
| Votes nuls             | Votes nuls             | Votes nuls             | 781          | 0,63         | 535         | 0,44        |
| Total                  | Total                  | Total                  | 123 838      | 100          | 120 465     | 100         |
| Abstention             | Abstention             | Abstention             | 272 340      | 68,74        | 276 525     | 69,66       |
| Inscrits/Participation | Inscrits/Participation | Inscrits/Participation | 396 178      | 31,26        | 396 990     | 30,34       |